# Баламутівська стінка
Баламу́тівська стінка — ландшафтний заказник місцевого значення в Україні. Розташований у межах Заставнівського та (частково) Хотинського районів Чернівецької області, на схід від села Баламутівка. 
Площа 78,7 га. Статус надано згідно з рішенням 18-ї сесії обласної ради XXI скликання від 12.12.1993 року. Перебуває у віданні Баламутівської сільської ради, Хотинське держспецлісництво АПК. 
Статус надано з метою збереження ділянки правого стрімкого схилу Дністровського каньйону з цінним природним комплексом. Є карстові утворення, джерела і водоспади.

## Галерея

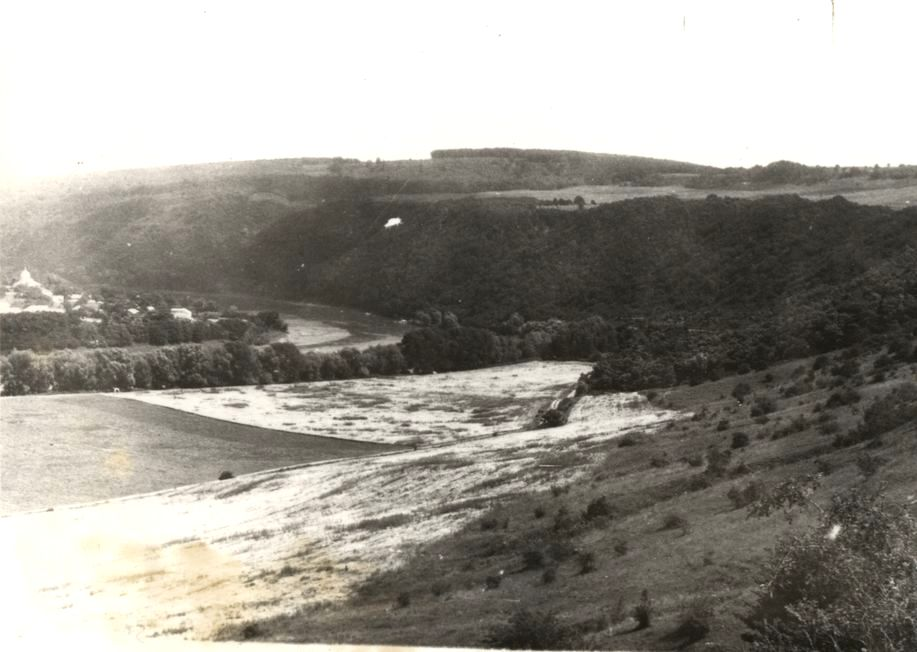
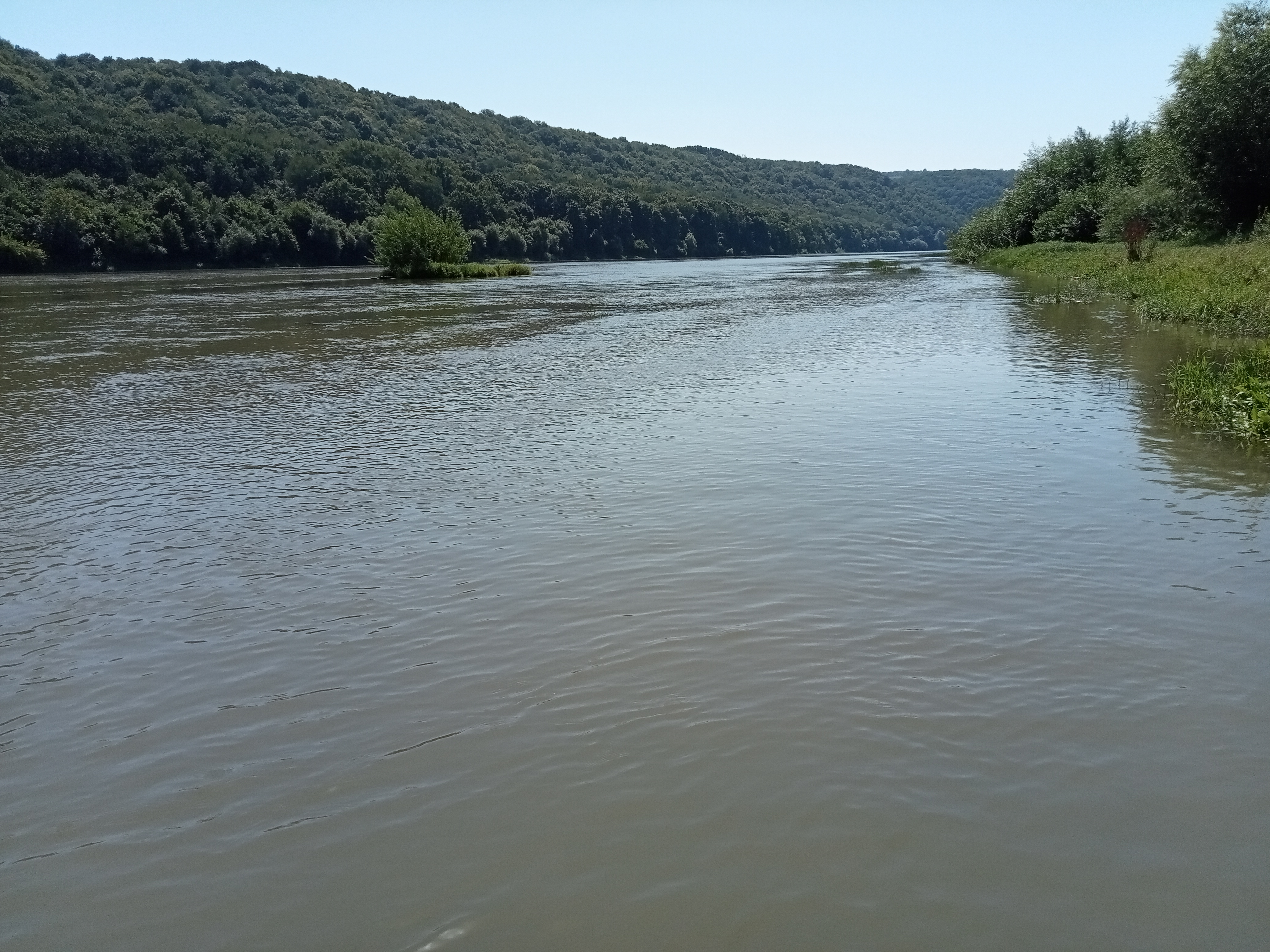
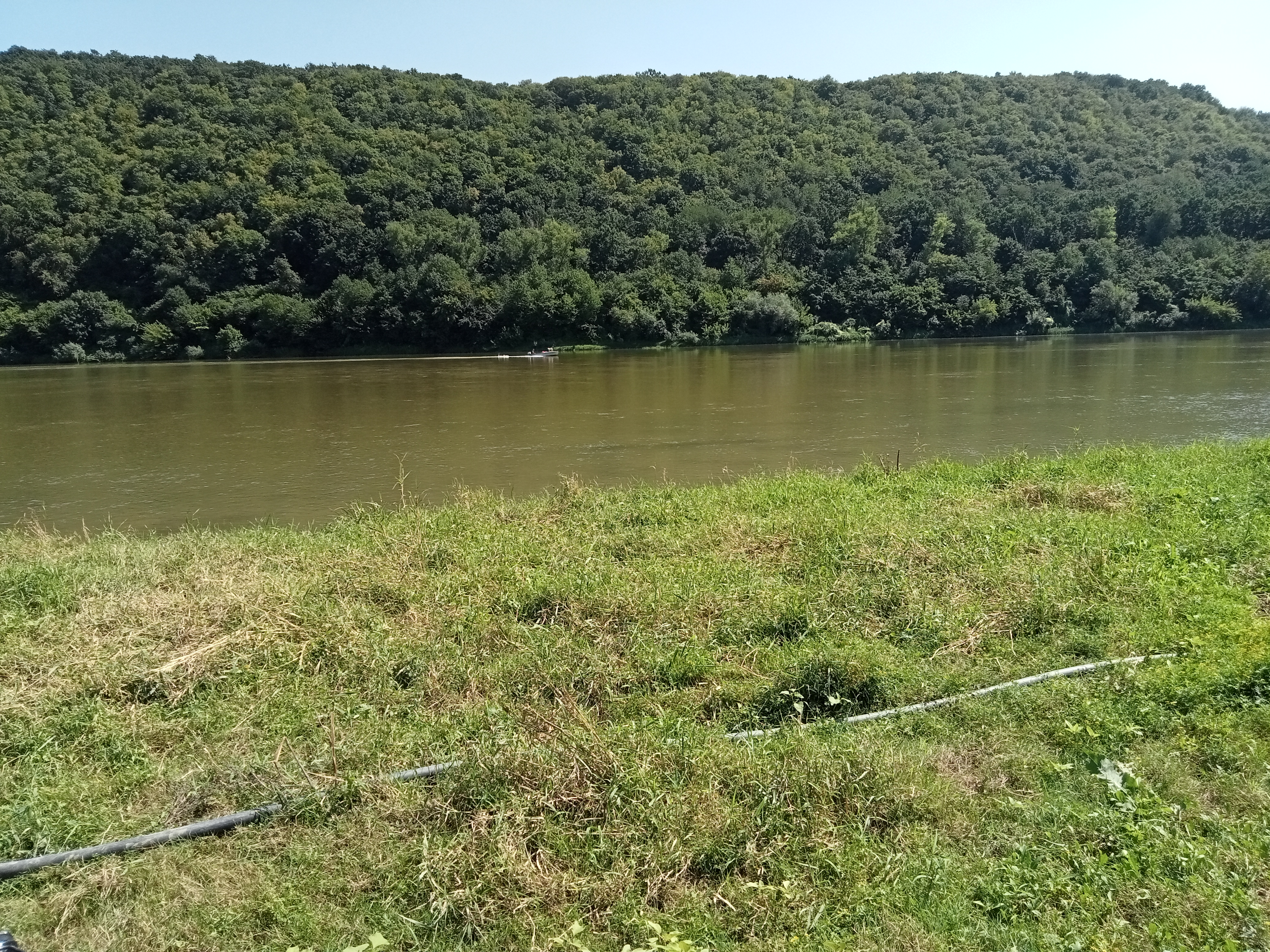
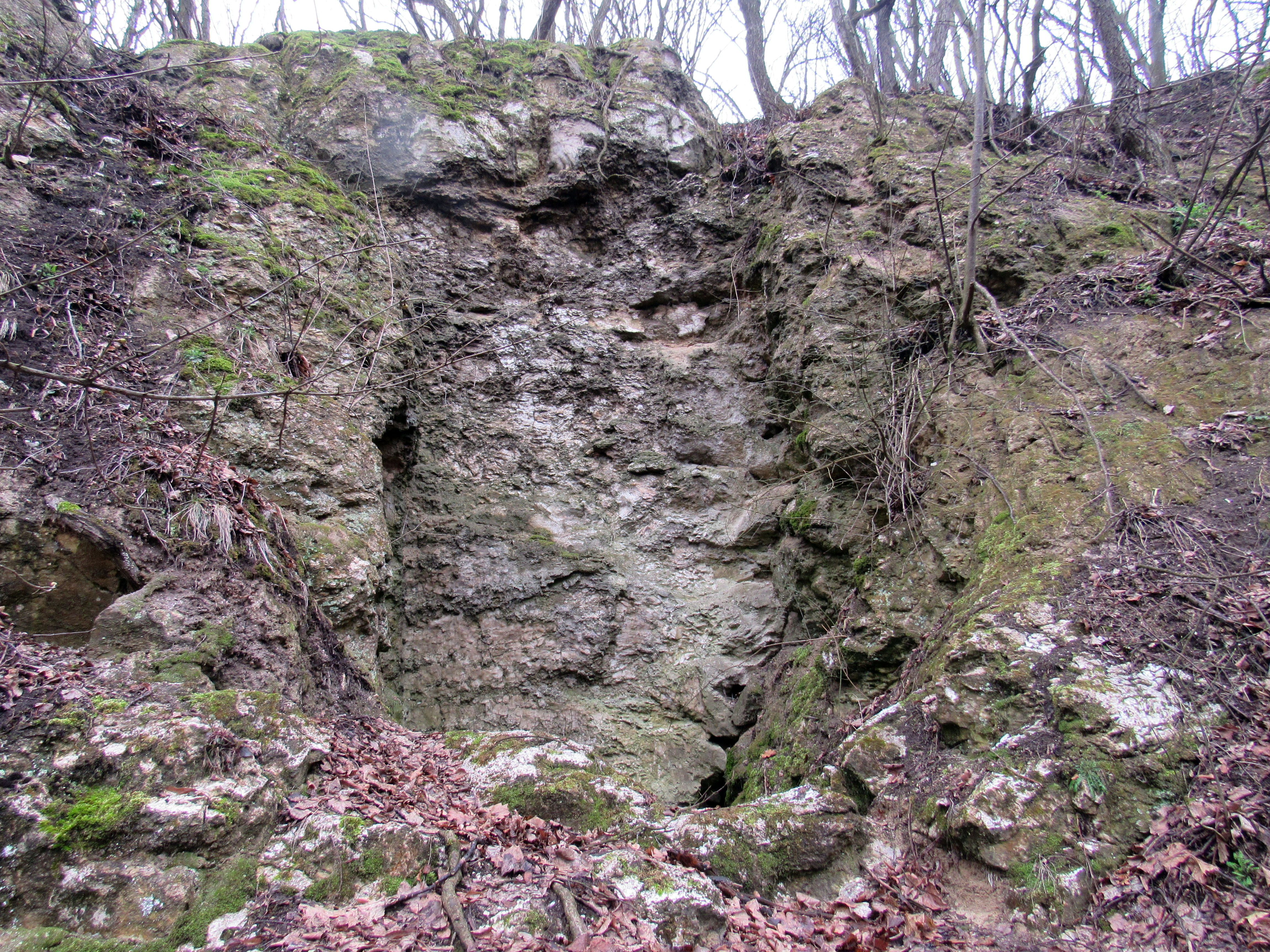
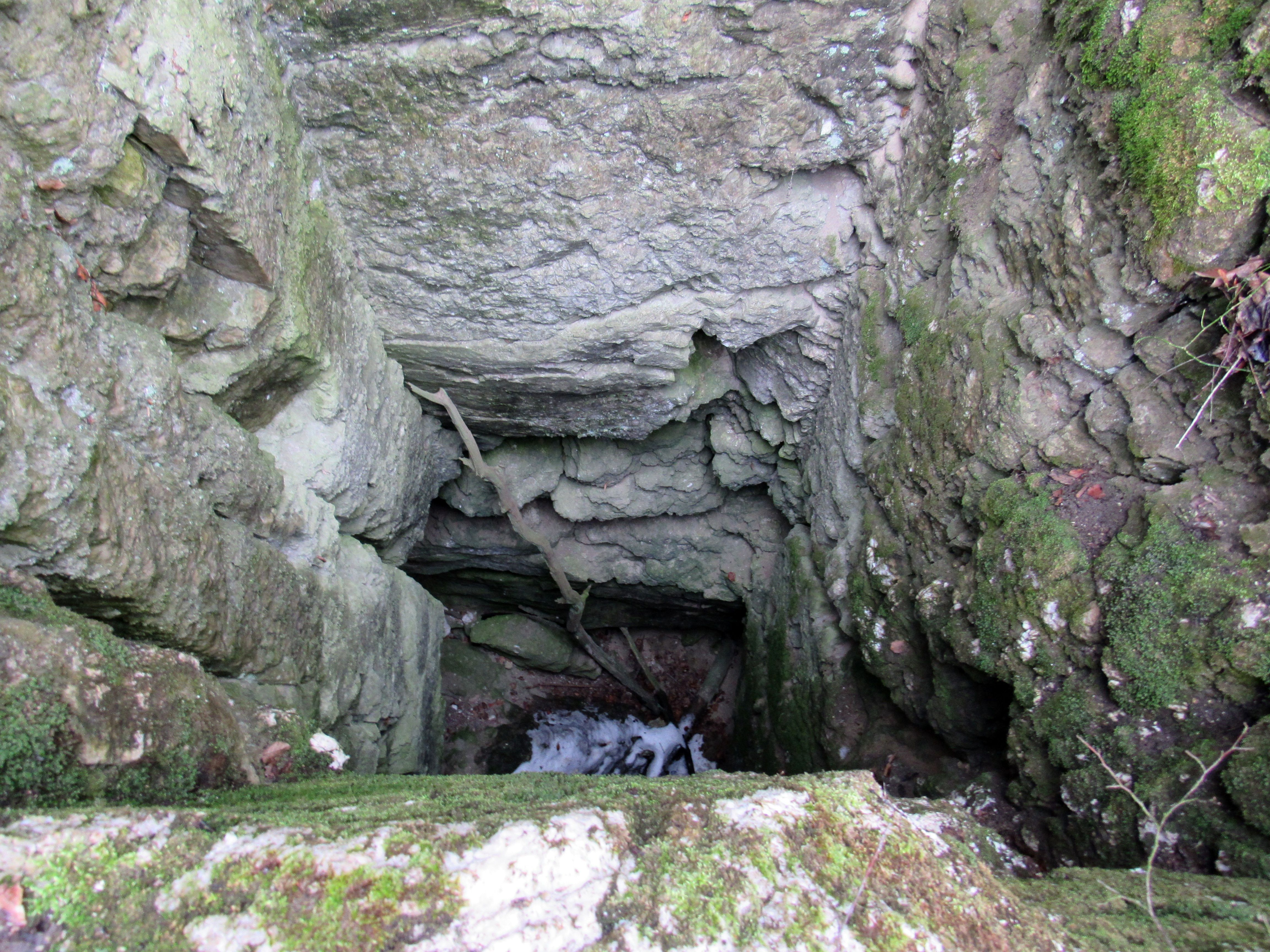